# Visa Cash

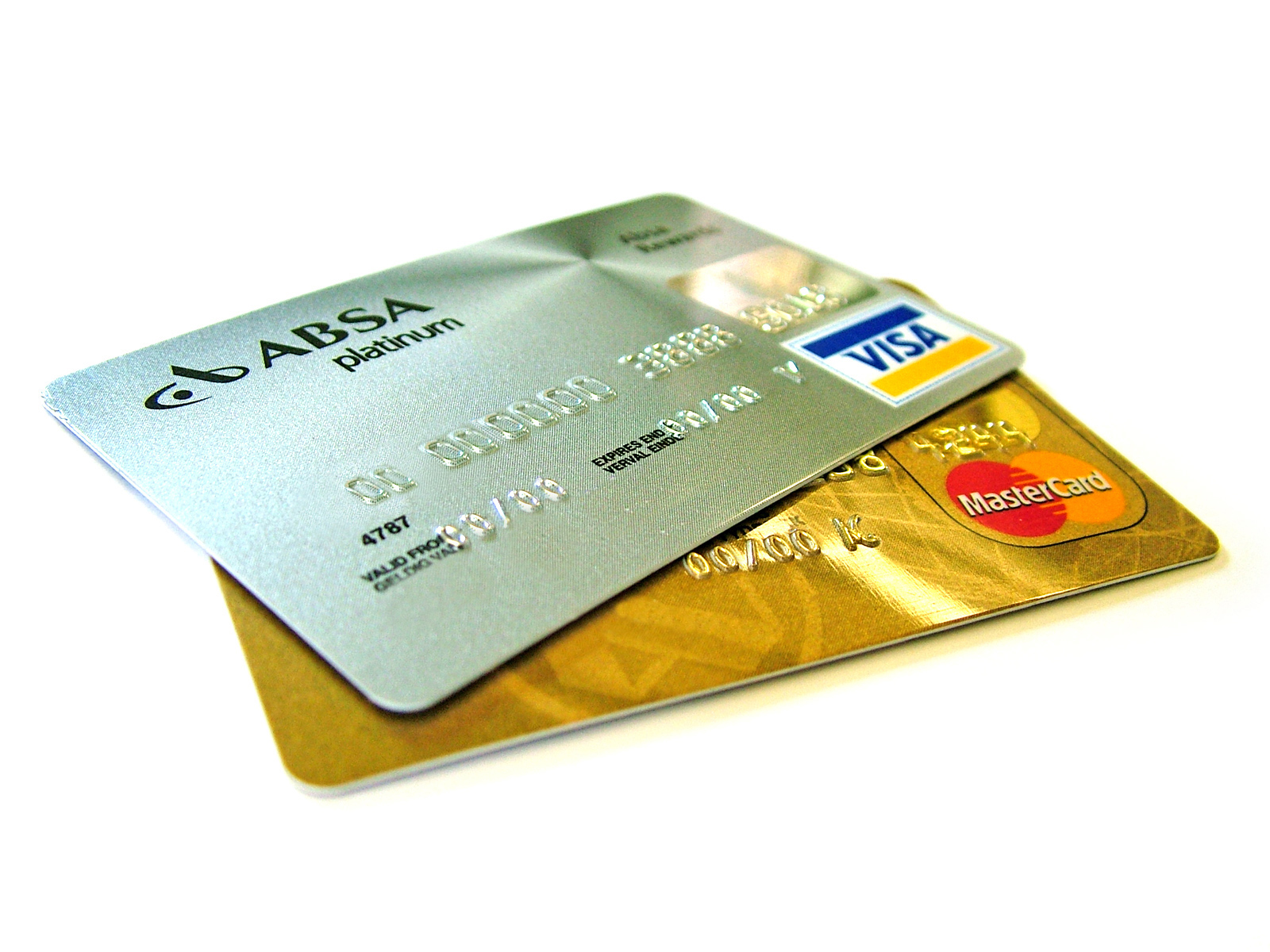
La Visa Cash, de VISA, una alternativa a la targeta de crèdit (foto).

 Visa Cash  és una aplicació de moneder electrònic per targetes intel·ligents propietat de VISA.
Provat en diversos llocs del món (pe. Leeds, Regne Unit a 1997), el sistema funciona a través d'un xip integrat en una targeta bancària.
La targeta es carrega amb efectiu a través de caixers automàtics especialitzats, i els diners pot ser més tard gastat inserint la targeta en el lector de targeta d'un minorista i prement un botó per confirmar la quantitat. No es necessita PIN ni signatura, la qual cosa el converteix en una forma ràpida d'operar per a l'usuari.